# Umbrisol

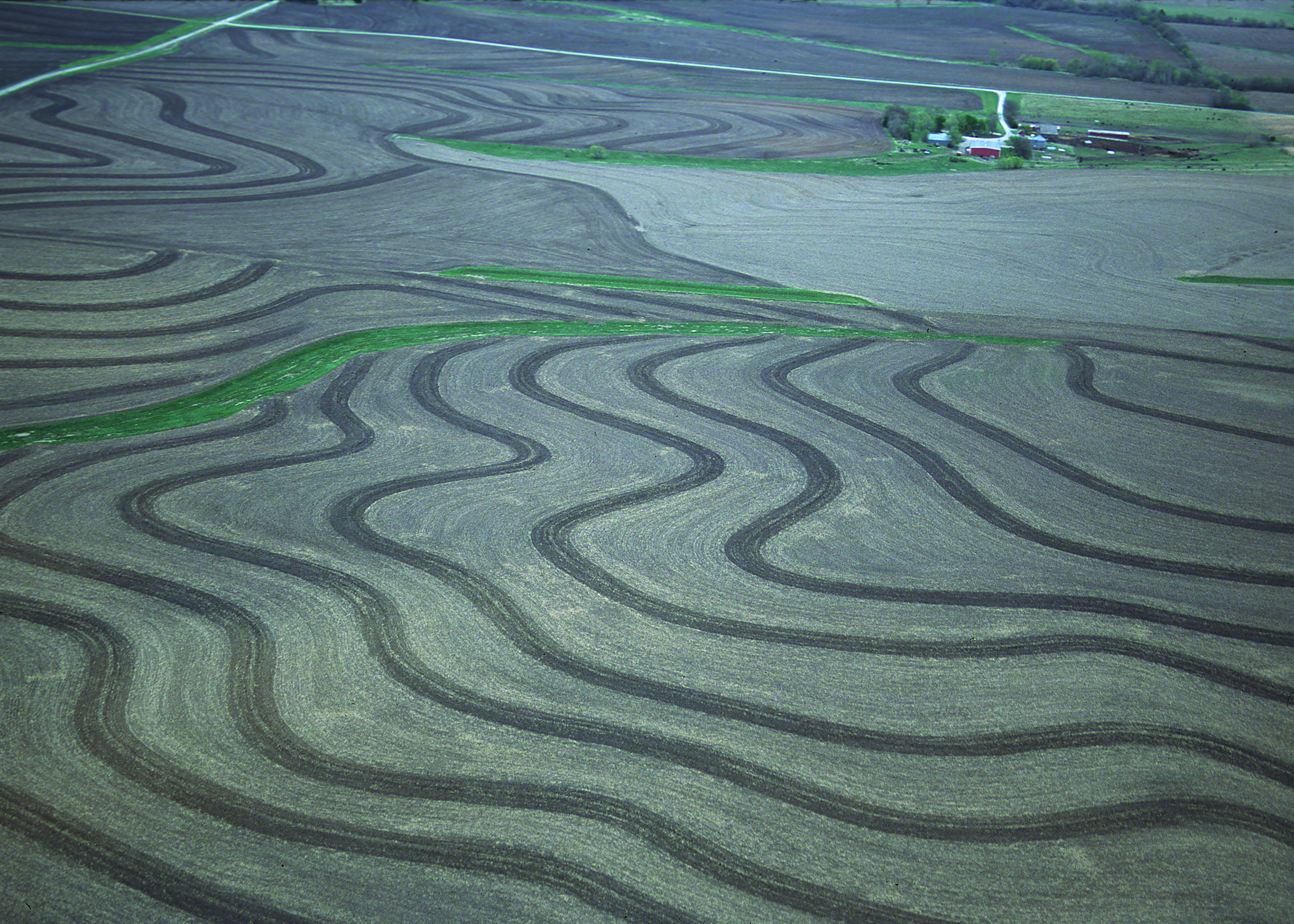
Terrazas en contorno y canales con césped utilizados para el control de la erosión en Kansas.

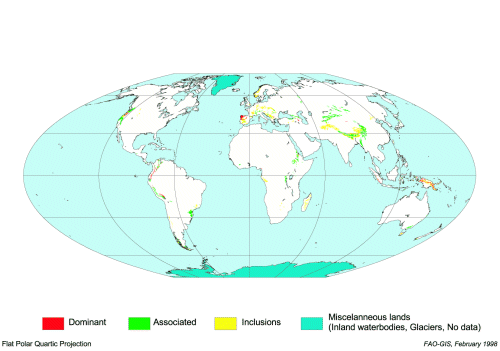
Distribución de umbriosoles.

En la clasificación de suelos, un Umbrisol es un suelo con una capa superior oscura y en el que se ha acumulado materia orgánica dentro de la superficie mineral del suelo (en la mayoría de los casos con baja saturación de bases) hasta el punto de afectar significativamente el comportamiento y utilización del suelo. Los Umbrisoles son el equivalente de suelos comparables con una alta saturación de bases (Chernozems, Kastanozems y Phaeozems).
Los Umbrisoles se desarrollan en material erosionado de rocas silíceas. Se encuentran en su mayoría en climas fríos y húmedos en regiones montañosas con poco o ningún déficit de humedad, incluidas las montañas tropicales y subtropicales.
Muchos Umbrisoles se encuentran bajo una cubierta vegetal natural o casi natural. Los Umbrisoles se encuentran por encima de la línea actual de árboles en las cadenas montañosas de los Andes, el Himalaya y Asia Central; se encuentran en altitudes más bajas en el norte de Europa y oeste de Europa, donde la antigua vegetación forestal ha sido talada en gran medida, y tienen una vegetación de pastos cortos de bajo valor nutricional. En Brasil (y en Estados Unidos) predomina el bosque de coníferas. Umbrisoles en zonas montañosas tropicales del sur de Asia y Oceanía están bajo bosque siempreverde montano. En las montañas del sur de México, la vegetación varía desde un bosque tropical semicaduco hasta un bosque nuboso montano mucho más fresco.
El predominio de tierras inclinadas y las condiciones climáticas húmedas y frescas restringen la utilización de muchos Umbrisoles al pastoreo extensivo. El manejo se centra en la introducción de pastos mejorados y la corrección del pH del suelo mediante encalado. Muchos Umbrisoles son susceptibles a la erosión. La plantación de cultivos perennes y la construcción de bancas o terrazas en contorno ofrecen posibilidades para la agricultura permanente en pendientes más suaves. Cuando las condiciones sean adecuadas, se pueden cultivar cultivos comerciales, por ejemplo, cereales y tubérculos en Estados Unidos, Europa y América del Sur, o té y quina en Indonesia. Café de las tierras altas en Umbrisoles exige altos insumos de manejo para cumplir con sus estrictos requerimientos de nutrientes. En Nueva Zelanda, los Umbrisoles se han transformado en suelos altamente productivos, utilizados para la cría intensiva de ovejas y obtención de productos lácteos, y para la producción de cultivos comerciales.